# Cantó de L'Isle-sur-Serein
El cantó de L'Isle-sur-Serein és un cantó francès del departament del Yonne, situat al districte d'Avallon. Té 13 municipis i el cap és L'Isle-sur-Serein.

## Municipis
- Angely
- Annoux
- Athie
- Blacy
- Coutarnoux
- Dissangis
- Joux-la-Ville
- L'Isle-sur-Serein
- Massangis
- Précy-le-Sec
- Provency
- Sainte-Colombe
- Talcy

## Història
| Data d'elecció                           | Identitat           | Partit          | Qualitat |
| ---------------------------------------- | ------------------- | --------------- | -------- |
| 1945-1955                                | Victor Guichard     | CNIP            |          |
| 1955-1985                                | Odette Pagani       | RI, després UDF |          |
| 1985-1998                                | Paul-André Sadon    | Divers droite   |          |
| 1998-                                    | Jean-Claude Lemaire | Divers droite   |          |
| les dades anteriors no són pas conegudes |                     |                 |          |
|                                          |                     |                 |          |

## Demografia
| A partir de 1990: Població sense dobles comptes |